# Campeonato Mundial Feminino de Futebol de Salão de 2013
O Campeonato Mundial Feminino de Futebol de Salão de 2013 foi a segunda edição do Campeonato Mundial Feminino de Futebol de Salão (FIFUSA/AMF) a ser realizado na cidade colombiana de Barrancabermeja, de 6 a 16 de Novembro; com cerimonial de abertura no dia 6 de novembro no Coliseo Luiz F.Castellanos, com desfile dos países participantes. A seleção anfitriã da Colômbia foi a grande campeã do torneio.

## Sorteio dos Grupos
O sorteio dos grupos se deu no Hotel Casa Dann Carlton, no dia 24 de julho de 2013.
Os cabeças de chave do torneio foram Colombia (país-sede), no grupo A, Cataluña (atual campeã), no B, Russia no C e Argentina no D.
No segundo pote, estavam Austrália, Paraguai, Venezuela e República Tcheca; no terceiro, Itália, Brasil, Estados Unidos e Canadá, e no quarto pote, Taipé Chinesa, El Salvador, Marrocos e Uruguay.

## Torneio

### Fase de grupos

#### Grupo A
| País      | P | J | V | E | D | GP | GC | SG  |
| --------- | - | - | - | - | - | -- | -- | --- |
| Colômbia  | 6 | 3 | 3 | 0 | 0 | 37 | 0  | 37  |
| Austrália | 4 | 3 | 2 | 0 | 1 | 16 | 6  | 10  |
| Canadá    | 1 | 3 | 0 | 1 | 2 | 6  | 29 | -23 |
| Marrocos  | 1 | 3 | 0 | 1 | 2 | 5  | 29 | -24 |

| 7 de novembro de 2013 | Colômbia | 16 - 0    | Canadá | Coliseo Luiz F.Castellanos - Barrancabermeja                        |
| 20:00 h.              | Paula Botero (7) · Natalia Riveros (3) · Ingrid Jaramillo (2) · Shandira Wrigth (1) · Andrea Garzón (1) · Yurika Mármol (1) · Paola Estrada (1). | concluído |        | Árbitro: Brasil Florêncio Conceição (CNFS) Catalunha Mariano Garcés |

Colômbia: Magaly Vergara, Natalia Riveros, Kelis Peduzine, Shandira Wrigth e Paula Botero; Andrea Garzón, Marcela Calderón, Yurika Mármol, Ingrid Jaramillo, Leidy Calderón, Paola Estrada e Gledys Bello.   Técnico: Luis Mario González.
Canadá: Nakisha Robinson, Jalem Simms, Keyla Moreno, Mónica Cordero e Ashley Osorio; Ana Oliveria, Amanda Irmya, Danielle Krzyzanik, Nicole Carvallo, Kassandra Castañeda, Allison Lemon e Valentina.  Técnico: Leo Herrera.
| 8 de novembro de 2013 | Austrália                                                                                         | 8 - 0     | Marrocos | Coliseo Luiz F.Castellanos - Barrancabermeja                 |
| 14:00 h.              | Caitlin Jarvie (3) · Jodie Bain (2) · Isabella Walker (1) · Fabiana Perfilio (1) · Jade Banks (1) | concluído |          | Árbitro: Colômbia Alfredo Pérez. Estados Unidos Phillipe Dor |

Austrália: Serena Conyngham, Bethany Sweeny, Isabella Walker, Lauren Diduszko e Fabiana Perfilio; Jodie Bain, Kate Lutkins, Aliese Hoffman, Jade Banks, Caitlin Jarvie, Sarah Richardson e Nicola Drakopoulos. Técnico: Michael Bushe.
Marrocos: Leila Chekaoui, Aadi Yowra, Amarrvur Hakimi, Taybi Fouria e Fellouss Seabrine; Bassira Moudou, Nassi Dalila, Kaovang Sayta e Laoubi Fadova. Técnico: Hamdave Karim
| 9 de novembro de 2013 | Canadá                                                       | 5 - 5     | Marrocos                                                                         | Coliseo Luiz F.Castellanos - Barrancabermeja            |
| 15:30 h.              | Keyla Moreno (3) · Nicole Carvallo (1) · Monica Cordeiro (1) | concluído | Bassira Moudou (2) · Nassi Delilah (1) · Amarrvur Hakimi (1) · Kaovang Sayta (1) | Árbitro: Itália Gasparo Franco Paraguai Jorge Paladines |

Canadá: Danielle Krzyzanik, Jalem Simms, Keyla Moreno, Ana Oliveira e Nicole Carvallo; Nakisha Robinson, Mônica Cordeiro, Amanda Irmya, Valentina Gonzalez, Kassandra Castaneda, Allison Lemon e Ashley Osorio. Técnico: Leo Herrera.
Marrocos: Leila Chekaoui, Amarrvur Hakimi, Maadi Yowra, Bassira Moudou e Kaovang Sayta; Taybi Fouria, Nassi Delilah, Seabrine Fellouss e Laoubi Fadova. Técnico: Hamdave Karim
| 9 de novembro de 2013 | Colômbia                                                                                               | 5 - 0     | Austrália | Coliseo Luiz F.Castellanos - Barrancabermeja                |
| 20:00 h.              | Jade Banks (1) g.c. · Natalia Riveros (1) · Paula Botero (1) · Andrea Garzón (1) · Shandira Wrigth (1) | concluído |           | Árbitro: Uruguai Claudia Correa Estados Unidos Phillipe Dor |

Colômbia: Magaly Vergara, Natalia Riveros, Kelis Peduzine, Shandira Wrigth e Paula Botero; Andrea Garzón, Marcela Calderón, Yurika Mármol, Ingrid Jaramillo, Leidy Calderón, Paola Estrada e Gledys Bello.   Técnico: Luis Mario González.
Austrália: Serena Conyngham, Bethany Sweeny, Isabella Walker, Lauren Diduszko e Fabiana Perfilio; Jodie Bain, Kate Lutkins, Aliese Hoffman, Jade Banks, Caitlin Jarvie, Sarah Richardson e Nicola Drakopoulos. Técnico: Michael Bushe.
| 11 de novembro de 2013 | Austrália | 8 - 1     | Canadá            | Coliseo Luiz F.Castellanos - Barrancabermeja            |
| 14:00 h.               | Caitlin Jarvie (2) · Fabiana Perfilio (1) · Isabella Walker (1) · Jade Banks (1) · Kate Lutkins (2) · Jodie Baien (1) | concluído | Ashley Osorio (1) | Árbitro: Argentina Javier Petrino Colômbia Mark Alvarez |

Austrália: Serena Conyngham, Bethany Sweeny, Isabella Walker, Lauren Diduszko e Fabiana Perfilio; Jodie Bain, Kate Lutkins, Aliese Hoffman, Jade Banks, Caitlin Jarvie, Sarah Richardson e Nicola Drakopoulos. Técnico: Michael Bushe.
Canadá: Danielle Krzyzanik, Keyla Moreno, Nicole Carvallo, Ana Oliveria e Ashley Osorio; Amanda Irmya, Mónica Cordeiro, Kassandra Castañeda, Nakisha Robinson, Allison Lemon, Jalem Simms e Valentina Gonzalez.  Técnico: Leo Herrera.
| 11 de novembro de 2013 | Colômbia | 16 - 0    | Marrocos | Coliseo Luiz F.Castellanos - Barrancabermeja            |
| 20:00 h.               | Paula Botero (4) · Yurika Mármol (3) · Ingrid Jaramillo (3) · Leidy Calderón (3) · Natalia Riveros (1) · Marcela Calderón (1) · Andrea Garzón (1). | concluído |          | Árbitro: Argentina Javier Petrino Colômbia Mark Alvarez |

Colômbia: Magali Vergara, Yurika Mármol, Shandira Wright, Paula Botero e Natalia Riveros, Gledys Bellos, Ingrid Jaramillo, Kelis Peduzine, Andrea Garzón, Paola Estrada, Leidy Calderón e Marcela Calderón.   Técnico: Luis Mario González.
Marrocos: Leila Chekaoui, Amarrvur Hakimi, Maadi Yowra, Bassira Moudou e Kaovang Sayta, Taybi Fouria, Nassi Dalila, Fellouss Seabrine, e Laoubi Fadova. Técnico: Hamdave Karim

#### Grupo B
| País      | P | J | V | E | D | GP | GC | SG  |
| --------- | - | - | - | - | - | -- | -- | --- |
| Venezuela | 6 | 3 | 3 | 0 | 0 | 20 | 1  | 19  |
| Catalunha | 4 | 3 | 2 | 0 | 1 | 8  | 2  | 6   |
| Itália    | 1 | 3 | 0 | 1 | 2 | 3  | 13 | -10 |
| Uruguai   | 1 | 3 | 0 | 1 | 2 | 2  | 17 | -15 |

| 7 de novembro de 2013 | Venezuela | 11 - 0    | Uruguai | Coliseo Luiz F.Castellanos - Barrancabermeja |
| 15:30 h.              | Astrid Mikilena Romero (3) · Yucelis Camargo (2) · Petra Cabrera (2) · Yulenis Hernández (2) · Alejandra Prieto (2) | concluído |         |                                              |

Venezuela: Carla Romero, Yucelis Camargo, Yulenis Hernández, Alejandra Prieto e Astrid Mikilena Romero; Narvelis Rondón, Gabriela Viloria, Estefanía Fernández, Petra Cabrera, Mireya Fermín e Marinel Arquizonez. Técnico: Óscar Villamizar.
Uruguai: Camila Bengoa, Irma Rodríguez, Karina Caraballo, Zulma Daer e Andrea Pereira; Ethel Viana, Fernanda Arana, Soledad Rodríguez, Patricia Ribeiro, Gabriela Lindinman, Paula Novo e Rocío Varela. Técnico: Carlos Ibarra.
| 7 de novembro de 2013 | Catalunha                                                                                            | 4 - 0     | Itália | Coliseo Luiz F.Castellanos - Barrancabermeja                 |
| 18:30 h.              | Lerena Beatriz Alonso (1) · Laia Rodriguez Tormo (1) · Sheila Barrull Santoro (1) · Anna Colomer (1) | concluído |        | Árbitro: Uruguai Claudia Correa Colômbia Ana Milena Espinosa |

Catalunha: Leticia Illa Laguna, Lerena Beatriz Alonso, Jessica TODO Canceller, Cristina Díaz Moreno, Sheila Barrull Santoro, Anna Giralt Arrés, Laia Rodriguez Tormo, Juliench Carolina Martinez, Judith Perán Pericas, Mónica Bernabé Jorda, Gisela Munne Andrew Benito e Anna Colomer. Técnico: Christian Salvador.
Itália: Stefania Dingillo, Valentina Recalti, Gaia Tombolini, Lidia Gramolelli, Sofia Marioni, Arianna Rossi, Chiara Pignedolli, Jessica Ignegri, Martina Moselli, Benghalina Tihsler, Maria Malgrati e Sara Dragone. Técnico: Davide del Guidce
| 9 de novembro de 2013 | Itália                                 | 2 - 2     | Uruguai                             | Coliseo Luiz F.Castellanos - Barrancabermeja              |
| 14:00 h.              | Gaia Tombolini (1) · Arianna Rossi (1) | concluído | Paula Novo (1) · Andrea Pereira (1) | Árbitro: Colômbia Octavio Perdomo Colômbia Luz Dary Campo |

Itália: Stefania Dingillo, Valentina Recalti, Gaia Tombolini, Lidia Gramolelli, Sofia Marinoni, Arianna Rossi, Chiara Pignedolli, Jessica Ingegneri, Martina Moselli, Benghalina Tihsler, Maria Malgrati e Sara Dragone. Técnico: Davide del Guidce
Uruguai: Camila Bengoa, Irma Rodríguez, Zulma Daer, Andrea Pereira, Ethel Viana, Fernanda Arana, Soledad Rodríguez, Patricia Ribeiro, Gabriela Lindinmal, Paula Novo e Rocío Varela. Técnico: Carlos Ibarra.
| 9 de novembro de 2013 | Catalunha | 0 - 2     | Venezuela                                   | Coliseo Luiz F.Castellanos - Barrancabermeja                        |
| 18:30 h.              |           | concluído | Yessica Rodriguez (1) · Yucelis Camargo (1) | Árbitro: Argentina Javier Petrino Brasil Florêncio Conceição (CNFS) |

Catalunha: Leticia Laguna, Beatriz Alonso, Jessica Canceller, Cristina Diaz, Sheila Santoro, Anna Arrés, Laia Tormo, Carolina Martinez, Judith Pericas, Monica Jorda, Gisela Benito e Anna Colomer. Técnico: Christian Salvador.
Venezuela: Carla Romero, Yucelis Camargo, Yulenis Hernández, Alejandra Prieto e Astrid Mikilena Romero; Narvelis Rondón, Gabriela Viloria, Estefanía Fernández, Petra Cabrera, Mireya Fermín e Marinel Arquizonez e Yessica Rodriguez. Técnico: Óscar Villamizar.
| 11 de novembro de 2013 | Venezuela                                                                                      | 7 - 1     | Itália             | Coliseo Luiz F.Castellanos - Barrancabermeja             |
| 15:30 h.               | Yessica Rodriguez (3) · Yulenis Hernandez (1) · Alejandra Prieto (1) · Estefanía Fernández (2) | concluído | Gaia Tombolini (1) | Árbitro: Colômbia Alfredo Pérez. Colômbia Sergio Lizcano |

Venezuela: Yucelis Camargo, Carla Romero, Yulenis Hernández, Alejandra Prieto e Astrid Mikilena Romero; Narvelis Rondón, Gabriela Viloria, Estefanía Fernández, Petra Cabrera, Mireya Fermín e Marinel Arquizonez e Yessica Rodriguez. Técnico: Óscar Villamizar.
Itália: Stefania Dingillo, Valentina Recalti, Gaia Tombolini, Lidia Gramolelli, Sofia Marinoni, Arianna Rossi, Chiara Pignedolli, Jessica Ingegneri, Martina Moselli, Benghalina Tihsler, Maria Malgrati e Sara Dragone. Técnico: Davide del Guidice
| 11 de novembro de 2013 | Catalunha | 4 - 0     | Uruguai | Coliseo Luiz F.Castellanos - Barrancabermeja |
| 18:30 h.               |           | concluído |         |                                              |

Catalunha: Leticia Laguna, Beatriz Alonso, Jessica Canceller, Cristina Diaz, Sheila Santoro, Anna Arrés, Laia Tormo, Carolina Martinez, Judith Pericas, Monica Jorda, Gisela Benito e Anna Colomer. Técnico: Christian Salvador.
Uruguai: Camila Bengoa, Irma Rodríguez, Zulma Daer, Andrea Pereira, Ethel Viana, Fernanda Arana, Soledad Rodríguez, Patricia Ribeiro, Gabriela Lindinmal, Paula Novo e Rocío Varela. Técnico: Carlos Ibarra.

#### Grupo C
| País          | P | J | V | E | D | GP | GC | SG |
| ------------- | - | - | - | - | - | -- | -- | -- |
| Paraguai      | 4 | 3 | 2 | 0 | 1 | 8  | 5  | 3  |
| Taipé Chinesa | 4 | 3 | 2 | 0 | 1 | 8  | 5  | 3  |
| Rússia        | 4 | 3 | 2 | 0 | 1 | 6  | 5  | 1  |
| Brasil        | 0 | 3 | 0 | 0 | 3 | 6  | 13 | -7 |

| 8 de novembro de 2013 | Paraguai                                                     | 3 - 2     | Taipé Chinesa                         | Coliseo Luiz F.Castellanos - Barrancabermeja                        |
| 14:00 h.              | Silvia Getto (1) · Anabel Rodriguez (1) · Noelia Barrios (1) | concluído | Shieh I - Ling (1) · Lin Yu - Hui (1) | Árbitro: Brasil Florêncio Conceição (CNFS) Argentina Javier Petrino |

Paraguai: Amalia Garcete, Silvia Getto, Gabriel Baez, Maria Rolon, Ana Gonzalez, Angelica Vasquez, Noelia Barrios, Natalia Gonzalez, Myriam Vielma, Cynthia Torres, Anabel Rodriguez e Gloria Rodriguez. Técnico: Cristian Acuña.
Taipé Chinesa: Tsai Ming-Huang, Huang Hsiang - Ling, Chen Yen - Lin, Chang Wi - Chen, Lee Yi - Chi, Shieh I - Ling, Chiang Pei - Ling, Lin Chia - Hui, Yu Fa An - Chi, Lin Yu - Shin Tsai Hui - Yun. Técnico: Lee Ying Wei.
| 8 de novembro de 2013 | Rússia                                                                                   | 4 - 3     | Brasil                                                       | Coliseo Luiz F.Castellanos - Barrancabermeja                    |
| 20:00 h.              | Merkulova Elena (1) · Zhuravleva Natalia (1) · Usenko Yana (1) · Prudnikova Brsitina (1) | concluído | Aline Miquelino (1) · Claudete Silva (1) · Eliana Araujo (1) | Árbitro: Colômbia Jesus Villarraga Colômbia Ana Milena Espinosa |

Rússia: Cherkasova Ekiterina, Fedyanina Gali, Merkulova Elena, Vorobey Olesya e Prudnikova Brsitina; Chetvernina Zindina, Grigoreva Anastasia, Zhuravleva Natalia, Usenko Yana, Yurugina Yulia e Usenko Kristina. Técnico: Preshalov Aleksandr.
Brasil: Camila Cassin, Eliana Araujo, Claudete Silva, Natália Correia e Suzana Pereira; Aliane Barros, Aline Miquelino, Cléia Cristina, Flávia Fogaça, Maat Krishina, Rafaela Sudre e Flávia do Ó. Técnica: Liliane Silva.
| 10 de novembro de 2013 | Brasil                                       | 2 - 5     | Taipé Chinesa                                                                  | Coliseo Luiz F.Castellanos - Barrancabermeja                    |
| 15:30 h.               | Tsai Ming-Jung (1) g.c. · Suzana Pereira (1) | concluído | Chiang Pei - Ling (1) · Lee Yi - Chi (1) · Shieh I - Ling (2) · Yu-Hui Lin (1) | Árbitro: Colômbia Jesus Villarraga Paraguai Fabio Jiménez Ángel |

Brasil: Maat Krishina, Eliana Araujo, Aliane Barros, Natália Correia e Suzana Pereira; Claudete Silva, Aline Miquelino, Cléia Cristina, Flávia Fogaça, Camila Cassin, Rafaela Sudre e Flávia do Ó. Técnica: Liliane Silva.
Taipé Chinesa: Tsai Ming-Huang, Shieh I - Ling, Chiang Pei - Ling, Huang Hsiang - Ling, Chen Yen - Lin, Chang Wi - Chen, Lee Yi - Chi,  Lin Chia - Hui, Yu Fa An - Chi, Lin Yu - Shin e Tsai Hui - Yun. Técnico: Lee Ying Wei.
| 10 de novembro de 2013 | Rússia                                        | 2 - 1     | Paraguai             | Coliseo Luiz F.Castellanos - Barrancabermeja                |
| 18:30 h.               | Merkulova Elena (1) · Prudnikova Kristina (1) | concluído | Gloria Rodriguez (1) | Árbitro: Uruguai Claudia Correia Estados Unidos Phillip Dor |

Rússia: Cherkasova Ekiterina, Fedyanina Gali, Merkulova Elena, Olesya Vorobey  e Prudnikova Kristina; Chetvernina Zindina, Anastasia Grigoriev, Zhuravleva Natalia, Usenko Yana, Yurugina Yulia e Usenko Kristina. Técnico: Preshalov Aleksandr.
Paraguai: Amalia Garcete, Silvia Getto, Angelica Vasquez, Noelia Barrios, e Anabel Rodriguez; Gabriela Baez, Maria Rolon, Ana Gonzalez, Natalia Gonzalez, Myriam Vielma, Cynthia Torres e Gloria Rodriguez. Técnico: Cristian Acuña.
| 12 de novembro de 2013 | Rússia | 0 - 1     | Taipé Chinesa      | Coliseo Luiz F.Castellanos - Barrancabermeja               |
| 15:30 h.               |        | concluído | Shieh I - Ling (1) | Árbitro: Colômbia Jesus Villarraga Colômbia Alfredo Pérez. |

Rússia: Cherkasova Ekiterina, Fedyanina Gali, Merkulova Elena, Vorobey Olesya e Prudnikova Brsitina; Chetvernina Zindina, Grigoreva Anastasia, Zhuravleva Natalia, Usenko Yana, Yurugina Yulia e Usenko Kristina. Técnico: Preshalov Aleksandr.
Taipé Chinesa: Tsai Ming-Huang, Huang Hsiang - Ling, Chen Yen - Lin, Chang Wi - Chen, Lee Yi - Chi, Shieh I - Ling, Chiang Pei - Ling, Lin Chia - Hui, Yu Fa An - Chi, Lin Yu - Shin Tsai Hui - Yun. Técnico: Lee Ying Wei.
| 12 de novembro de 2013 | Paraguai                                                         | 4 - 1     | Brasil              | Coliseo Luiz F.Castellanos - Barrancabermeja               |
| 18:30 h.               | Noelia Barrios (2) · Anabel Rodríguez (1) · Angélica Vásquez (1) | concluído | Aline Miquelino (1) | Árbitro: Argentina Javier Petrino Catalunha Mariano Garcés |

Paraguai: Amalia Garcete, Silvia Getto, Gabriel Baez, Maria Rolon, Ana Gonzalez, Angélica Vásquez, Noelia Barrios, Natalia Gonzalez, Myriam Vielma, Cynthia Torres, Anabel Rodriguez e Gloria Rodriguez. Técnico: Cristian Acuña.
Brasil: Camila Cassin, Eliana Araujo, Claudete Silva, Natália Correia e Suzana Pereira; Aliane Barros, Aline Miquelino, Cléia Cristina, Flávia Fogaça, Maat Krishina, Rafaela Sudre e Flávia do Ó. Técnica: Liliane Silva.

#### Grupo D
| País           | P | J | V | E | D | GP | GC | SG |
| -------------- | - | - | - | - | - | -- | -- | -- |
| Chéquia        | 5 | 3 | 2 | 1 | 0 | 14 | 6  | 8  |
| Argentina      | 3 | 3 | 1 | 1 | 1 | 10 | 2  | 8  |
| Estados Unidos | 2 | 3 | 1 | 0 | 2 | 7  | 12 | -5 |
| El Salvador    | 2 | 3 | 1 | 0 | 2 | 9  | 13 | -4 |

| 7 de novembro de 2013 | Chéquia                                                                                                   | 7 - 3     | El Salvador                                                  | Coliseo Luiz F.Castellanos - Barrancabermeja           |
| 15:30 h.              | Sarka Holeckova (3) · Klara Kahynova (1) · Jitka Chlastakova (1) · Sara Pizakova (1) · Petra Divisova (1) | concluído | Debbie Gómez (1) · Alejandra Herrera (1) · Joselín Rivas (1) | Árbitro: Colômbia Jesus Villaraga Venezuela Alex Tovar |

República Theca: Adela Zehrerova, Adela Ondraskova, Jana Novotna, Jitka Chlastakova e Klara Kahynova; Lenka Steffanova, Monika Pavlickova, Petra Divisova, Sarka Holeckova, Vera Dobrevova, Barbora Hylova e Sara Pizakova. Técnico: Milan Semmler
El Salvador: Carina Salazar, Erika Navas, Karen Landaverde, Alejandra Herrera e Adriana Flores; Debbie Gómez, Tatiana Martínez, Joselín Rivas, Karen Aguilar e Ingrid Ramos. Técnico: Carlos Cortez
| 8 de novembro de 2013 | Argentina         | 1 - 2     | Estados Unidos                        | Coliseo Luiz F.Castellanos - Barrancabermeja                    |
| 18:30 h.              | Ana Ontiveros (1) | concluído | Katie Osborne (1) · Rossana Kamal (1) | Árbitro: Argentina Claudia Currier Paraguai Fabio Jiménez Ángel |

Argentina: Sabrina Castro, Maria Victoria Pintos, Ana Ontiveros, Paula Lewis, Luz Zamudio, Claudia Lopez, Silvada Dorrego, Maria Alejandra Argento, Melina Gutierrez, Gabriela Gutierrez e Mariana DiMaria. Técnico: David Riveros
Estados Unidos: Ryan Hernandez, Katie Osborne, Rossana Kamal, Jessica Sanchez, Vanessa Cuellar, Julie Meurar, Alice Gallegos, Andrea Carrara, Joselyn Charetle, Lum e Anette Erika Rodriguez. Técnico: Antonio Reis.
| 10 de novembro de 2013 | Estados Unidos                         | 4 - 6     | El Salvador                                                                                            | Coliseo Luiz F.Castellanos - Barrancabermeja              |
| 14:00 h.               | Rossana Kamal (2) · Andrea Carrara (2) | concluído | Joselin Rivas (1) · Alejandra Herrera (1) · Ingrid Ramos (1) · Debbie Gómez (2) · Karen Landaverde (1) | Árbitro: Colômbia Sergio Lizcano Colômbia Octavio Perdomo |

Estados Unidos: Ryan Hernández, Katie Osborne, Rossana Kamal, Jessica Sánchez, Vanessa Cuellar, Julie Meurar, Alice Gallegos, Andrea Carrara, Joselyn Charetle, Erika Lum e Anette Rodríguez. Técnico: Antonio Reis.
El Salvador: Carina Salazar, Erika Navas, Karen Landaverde, Debbie Gómez e Adriana Flores;  Alejandra Herrera, Tatiana Martínez, Joselín Rivas, Karen Aguilar e Ingrid Ramos. Técnico: Carlos Cortez
| 10 de novembro de 2013 | Argentina                                   | 2 - 2     | Chéquia                                   | Coliseo Luiz F.Castellanos - Barrancabermeja                        |
| 20:00 h.               | Maria Victoria Pintos (1) · Paula Leiva (1) | concluído | Sara Pizakova (1) · Jitka Chlastáková (1) | Árbitro: Catalunha Mariano Garcés Brasil Florêncio Conceição (CNFS) |

Argentina: Sabrina Castro, Maria Victoria Pintos, Ana Ontiveros, Paula Lewis, Luz Zamudio, Claudia Lopez, Silvada Dorrego, Maria Alejandra Argento, Melina Gutierrez, Gabriela Gutierrez e Mariana DiMaria. Técnico: David Riveros
República Checa: Zehererova Adela, Adela Ondraskova, Jana Novotna, Jitka Chlastáková, Klara Kahynova, Steffanova Lenka, Monika Pavlickva, Petra Divisova, Sarka Holeckova, Vera Dobrevova, Barbora Hylova e Sara Pizakova. Técnico: Milan Semmler.
| 12 de novembro de 2013 | Argentina                                                                                     | 7 - 2     | El Salvador          | Coliseo Luiz F.Castellanos - Barrancabermeja                     |
| 14:00 h.               | Maria Argento (3) · Ana Ontiveros (1) · Paula Lewis (1) · Maria Pinto (1) · Jimena Blanco (1) | concluído | Karen Landaverde (2) | Árbitro: Estados Unidos Phillip Dor Paraguai Fabio Jiménez Ángel |

Argentina: Sabrina Castro, Maria Pinto, Ana Ontiveros, Paula Lewis, Luz Zamudio, Claudia Lopez, Silvada Dorrego, Maria Argento, Melina Gutierrez, Gabriela Gutierrez, Mariana DiMaria e Jimena Blanco. Técnico: David Riveros.
El Salvador: Carina Salazar, Erika Navas, Karen Landaverde, Adriana Flores, Debbie Gomez, Tatiana Martinez, Joselin Rivas, Karen Aguilar, Ingrid Ramos e Alejandra Herrera. Técnico: Carlos Cortez.
| 12 de novembro de 2013 | Chéquia | 5 - 1     | Estados Unidos | Coliseo Luiz F.Castellanos - Barrancabermeja |
| 20:00 h.               |         | concluído |                |                                              |

|  |                             |
|  | Classificados fase final    |
|  | Eliminados na primeira fase |

## Fase final
|  | Quartas-de-final | Quartas-de-final |           |         | Semifinal      | Semifinal      |  |  | Final | Final |
|  |                  |                  |           |         |                |                |  |  |       |       |
|  |                  |                  |           |         |                |                |  |  |       |       |
|  |                  |                  |           |         |                |                |  |  |       |       |
|  | Colômbia         | 4                |           |         |                |                |  |  |       |       |
|  | Colômbia         | 4                |           |         |                |                |  |  |       |       |
|  | Catalunha        | 0                |           |         |                |                |  |  |       |       |
|  | Catalunha        | 0                | Colômbia  | 5       |                |                |  |  |       |       |
|  |                  |                  | Colômbia  | 5       |                |                |  |  |       |       |
|  |                  | Argentina        | 0         |         |                |                |  |  |       |       |
|  | Paraguai         | Argentina        | 0         | 3       |                |                |  |  |       |       |
|  | Paraguai         |                  |           | 3       |                |                |  |  |       |       |
|  | Argentina        | 4                |           |         |                |                |  |  |       |       |
|  | Argentina        | 4                | Colômbia  | 3       |                |                |  |  |       |       |
|  |                  |                  | Colômbia  | 3       |                |                |  |  |       |       |
|  |                  | Venezuela        | 2         |         |                |                |  |  |       |       |
|  | Venezuela        | Venezuela        | 2         | 6       |                |                |  |  |       |       |
|  | Venezuela        |                  |           | 6       |                |                |  |  |       |       |
|  | Austrália        | 2                |           |         |                |                |  |  |       |       |
|  | Austrália        | 2                | Venezuela | 1       | Terceiro lugar | Terceiro lugar |  |  |       |       |
|  |                  |                  | Venezuela | 1       | Terceiro lugar | Terceiro lugar |  |  |       |       |
|  |                  | Chéquia          | 0         |         |                |                |  |  |       |       |
|  | Chéquia          | Chéquia          | 0         | 8       | Argentina      | 3              |  |  |       |       |
|  | Chéquia          |                  |           | 8       | Argentina      | 3              |  |  |       |       |
|  | Taipé Chinesa    | 3                |           | Chéquia | 4              |                |  |  |       |       |
|  | Taipé Chinesa    | 3                |           |         | 4              |                |  |  |       |       |
|  |                  |                  |           |         |                |                |  |  |       |       |
|  |                  |                  |           |         |                |                |  |  |       |       |

### Quartas de final
| 13 de novembro de 2013 | Venezuela                                                  | 6 – 2     | Austrália            | Coliseo Luiz F.Castellanos - Barrancabermeja              |
| 18:30 h.               | Yucelis Camargo (4) · Carla Romero (1) · Astrid Romero (1) | concluído | Fabiana Perfilio (2) | Árbitro: Colômbia Jesús Vilarraga Colômbia Alfredo Pérez. |

Venezuela: Yucelis Camargo, Carla Romero, Yulenis Hernández, Astrid Romero, Alejandra Prieto, Marinel Arquizonez, Estefanía Fernández, Narvelis Rondón, Gabriela Viloria, Mireya Fermin, Petra Cabrera e Yessica Rodríguez.Técnico: Óscar Villamizar.
Austrália: Serena Conyghmam, Bethany Sweeny, Isabella Walker, Lauren Diduzko, Fabiana Perfilio, Jodie Bain, Kate Lutkins, Aliese Hoffman, Jade Banks, Caitlin Jarvie, Sarah Richardson e Nicola Drakopoulos. Técnico: Michael Bushe
| 13 de novembro de 2013 | Colômbia                                                                          | 4 – 0     | Catalunha | Coliseo Luiz F.Castellanos - Barrancabermeja                          |
| 20:00 h.               | Shandira Wriight (1) · Natalia Riveros (1) · Paula Botero (1) · Andrea Garzón (1) | concluído |           | Árbitro: Brasil Florêncio Conceição (CNFS) Estados Unidos Phillip Dor |

Colômbia: Magaly Vergara, Natalia Riveros, Kelis Peduzine, Shandira Wrigth e Paula Botero; Andrea Garzón, Marcela Calderón, Yurika Mármol, Ingrid Jaramillo, Leidy Calderón, Paola Estrada e Gledys Bello.   Técnico: Luis Mario González.
Catalunha: Leticia Laguna, Beatriz Alonso, Cristina Diaz, Sheila Santoro e Laia Tormo, Anna Arrés, Jessica Canceller, Carolina Martinez, Judith Pericas, Monica Jorda, Gisela Benito e Anna Colomer. Técnico: Christian Salvador.
| 14 de novembro de 2013 | Paraguai                                                 | 3 – 4     | Argentina                                                 | Coliseo Luiz F.Castellanos - Barrancabermeja               |
| 18:30 h.               | Anabel Rodriguez (1) · Mara Rolón (1) · Ana González (1) | concluído | Ana Ontiveros (2) · Jimena Blanco (1) · Maria Argento (1) | Árbitro: Estados Unidos Phillip Dor Uruguai Claudia Correa |

Paraguai: Amalia Garcete, Silvia Getto, Gabriel Baez, Mara Rolón, Ana Gonzalez, Angélica Vásquez, Noelia Barrios, Natalia Gonzalez, Myriam Vielma, Cynthia Torres, Anabel Rodriguez e Gloria Rodriguez. Técnico: Cristian Acuña.
Argentina: Sabrina Castro, Maria Pinto, Ana Ontiveros, Paula Lewis, Luz Zamudio, Claudia Lopez, Silvada Dorrego, Maria Argento, Melina Gutierrez, Gabriela Gutierrez, Mariana DiMaria e Jimena Blanco. Técnico: David Riveros.
| 14 de novembro de 2013 | Chéquia | 8 – 3     | Taipé Chinesa                                                | Coliseo Luiz F.Castellanos - Barrancabermeja              |
| 20:00 h.               | Jitka Chlastáková (2) · Adela Zehererova (1) · Sarka Holeckova (1) · Adela Ondraskova (1) · Petra Divisova (1) · Sara Pizakova (1) · Klara Kahynova (1) | concluído | Shieh I – Ling (1) · Yu-Hui Lin (1) · Huang Siang – Ling (1) | Árbitro: Colômbia Octavio Perdomo Colômbia Sergio Lizcano |

República Checa: Adela Zehererova, Adela Ondraskova, Jana Novotna, Jitka Chlastáková, Klara Kahynova, Steffanova Lenka, Monika Pavlickva, Petra Divisova, Sarka Holeckova, Vera Dobrevova, Barbora Hylova e Sara Pizakova. Técnico: Milan Semmler.
Taipé Chinesa: Tsai Ming-Huang, Huang Siang - Ling, Chen Yen - Lin, Chang Wi - Chen, Lee Yi - Chi, Shieh I - Ling, Chiang Pei - Ling, Lin Chia - Hui, Yu Fa An - Chi, Lin Yu - Shin e Tsai Hui - Yun. Técnico: Lee Ying Wei.

### Semifinal
| 15 de novembro de 2013 | Venezuela              | 1 – 0     | Chéquia | Coliseo Luiz F.Castellanos - Barrancabermeja                   |
| 18:30 h.               | Marinel Arquizonez (1) | concluído |         | Árbitro: Argentina Javier Petrino Paraguai Fabio Jiménez Ángel |

Venezuela: Yucelis Camargo, Carla Romero, Yulenis Hernández, Alejandra Prieto e Astrid Mikilena Romero; Narvelis Rondón, Gabriela Viloria, Estefanía Fernández, Petra Cabrera, Mireya Fermín e Marinel Arquizonez e Yessica Rodriguez. Técnico: Óscar Villamizar.
República Checa: Adela Zehererova, Adela Ondraskova, Jana Novotna, Jitka Chlastáková, Klara Kahynova, Lenka Steffanova, Monika Pavlickva, Petra Divisova, Sarka Holeckova, Vera Dobrevova, Barbora Hylova e Sara Pizakova. Técnico: Milan Semmler.
| 15 de novembro de 2013 | Colômbia                                                     | 5 – 0     | Argentina | Coliseo Luiz F.Castellanos - Barrancabermeja                        |
| 20:00 h.               | Shandira Wright (3) · Paula Botero (1) · Natalia Riveros (1) | concluído |           | Árbitro: Brasil Florêncio Conceição (CNFS) Catalunha Mariano Garcés |

Colômbia: Magaly Vergara, Natalia Riveros, Kelis Peduzine, Shandira Wrigth e Paula Botero; Andrea Garzón, Marcela Calderón, Yurika Mármol, Ingrid Jaramillo, Leidy Calderón, Paola Estrada e Gledys Bello.   Técnico: Luis Mario González.
Argentina: Sabrina Castro, Maria Argento, Ana Ontiveros, Paula Lewis, Luz Zamudio, Claudia Lopez, Silvada Dorrego, Maria Pinto, Melina Gutierrez, Gabriela Gutierrez, Mariana DiMaria e Jimena Blanco. Técnico: David Riveros.

### 3º e  4º
| 16 de novembro de 2013 | Argentina                             | 3 – 4     | Chéquia                                                                             | Coliseo Luiz F.Castellanos - Barrancabermeja            |
| 18:30 h.               | Jimena Blanco (2) · Maria Argento (1) | concluído | Sara Pizakova (1) · Lenka Steffanova (1) · Petra Divisova (1) · Sarka Holeckova (1) | Árbitro: Colômbia Ana Espinosa Colômbia Octavio Perdomo |

Argentina: Sabrina Castro, Maria Pinto, Ana Ontiveros, Paula Lewis, Luz Zamudio, Claudia Lopez, Silvada Dorrego, Maria Argento, Melina Gutierrez, Gabriela Gutierrez, Mariana DiMaria e Jimena Blanco. Técnico: David Riveros.
República Checa: Adela Zehererova, Adela Ondraskova, Jana Novotna, Jitka Chlastáková, Klara Kahynova, Lenka Steffanova, Monika Pavlickva, Petra Divisova, Sarka Holeckova, Vera Dobrevova, Barbora Hylova e Sara Pizakova. Técnico: Milan Semmler.

### 1º e  2º
| 16 de novembro de 2013 | Colômbia                                                   | 3 – 2     | Venezuela                                   | Coliseo Luiz F.Castellanos - Barrancabermeja             |
| 20:00 h.               | Andrea Garzón (1) · Shandira Wrigth (1) · Paula Botero (1) | concluído | Yucelis Camargo (1) · Yessica Rodríguez (1) | Árbitro: Argentina Javier Petrino Paraguai Fabio Jiménez |

Colômbia: Magaly Vergara, Natalia Riveros, Kelis Peduzine, Shandira Wrigth e Paula Botero; Andrea Garzón, Marcela Calderón, Yurika Mármol, Ingrid Jaramillo, Leidy Calderón, Paola Estrada e Gledys Bello.   Técnico: Luis Mario González.
Venezuela: Gabriela Viloria, Yucelis Camargo, Mireya Fermín, Carla Romero, Marinel Arquizonez, Yulenis Hernández, Alejandra Prieto, Astrid Mikilena Romero; Narvelis Rondón, Estefanía Fernández, Petra Cabrera e Yessica Rodriguez. Técnico: Óscar Villamizar.

## Premiação
| Campeonato Mundial Feminino de Futebol de Salão AMF de 2013 |
| ----------------------------------------------------------- |
| Colômbia 1º título                                          |